# Enoxaparina sòdica
L'enoxaparina sòdica és un medicament anticoagulant (diluent de la sang). S'utilitza per tractar i prevenir la trombosi venosa profunda (TVP) i l'embòlia pulmonar (EP), inclòs durant l'embaràs i després de certs tipus de cirurgia. També s'utilitza en persones amb síndrome coronària aguda (SCA) i atac de cor. S'administra per injecció just sota la pell o en una vena. També s'utilitza durant l'hemodiàlisi.
Els efectes secundaris comuns inclouen sagnat, febre i inflor de les cames. L'hemorràgia pot ser greu, especialment en aquells que se sotmeten a una punció espinal. L'ús durant l'embaràs sembla ser segur per al nadó. L'enoxaparina forma part de la família de medicaments de les heparines de baix pes molecular.
L'enoxaparina es va sintetitzar per primera vegada el 1981 i es va aprovar per a ús mèdic el 1993. Està a la Llista de medicaments essencials de l'Organització Mundial de la Salut. L'enoxaparina es fa a partir de l'heparina. A Espanya està comercialitzat com a EFG, Inhixa, Clexane i Hepaxane.